# 桑坪镇 (西峡县)
桑坪镇，是中华人民共和国河南省南阳市西峡县下辖的一个乡镇级行政单位。

## 行政区划
桑坪镇下辖以下地区：
石灰岭村、玉皇岈村、岭岗村、桑坪村、塘岈村、牛毛坪村、张庄村、仓坊村、北湾村、磨沟村、羊奶沟村、三湾村、黄沙村、珠宝沟村、包沟村、凉水泉村、东万沟村、白土墁村、西万沟村和横岭村。